# Nucleus nervi hypoglossi

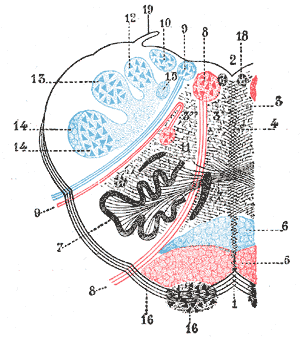
Querschnitt durch die Medulla oblongata in Höhe der Olivenkerne. Bei der mit „8“ beschrifteten Struktur handelt es sich um den Nucleus nervi hypoglossi der rechten Seite.

Der Nucleus nervi hypoglossi (lat. Kern des Nervus hypoglossus), kurz Nucl. n. hypoglossi, ist ein paarig angelegter Hirnnervenkern (Nucleus, „Kern“) im verlängerten Mark (Medulla oblongata), einem Teil des Gehirns. Er besteht aus Nervenzellkörpern, die mit ihren Fortsätzen, den so genannten Axonen, den dazugehörigen XII. Hirnnerv bilden. Dieser wird als Nervus hypoglossus bezeichnet.
Aus dem linken Nucleus nervi hypoglossi geht der linke Nervus hypoglossus hervor, aus dem rechten entsprechend der rechte Nervus hypoglossus. Die beiden XII. Hirnnerven sind für die Versorgung (Innervation) der gesamten Zungenmuskulatur zuständig.

## Neuroanatomie

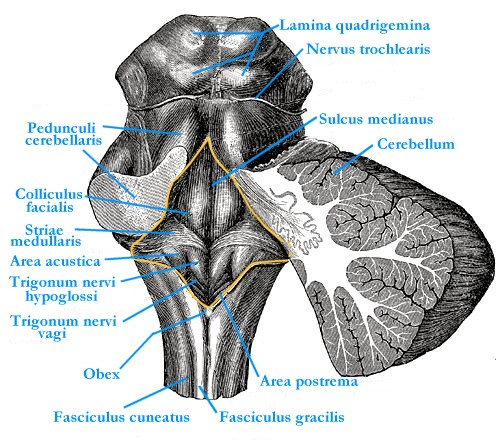
Die Rautengrube von dorsokranial (hinten oben), u. a. zu sehen ist das Trigonum nervi hypoglossi. Das Kleinhirn ist teilweise entfernt und nach rechts geklappt.

Der Nervus hypoglossus, dessen Axone ihren Ursprung im dazugehörigen Kerngebiet nehmen, ist ein rein motorischer Nerv, der die Zungenmuskulatur versorgt. Die Innervation kann willkürlich erfolgen. Es handelt sich beim Nucleus nervi hypoglossi daher um ein rein somatomotorisches Kerngebiet.
Der Nucleus nervi hypoglossi liegt im hinteren Teil der Rautengrube, welches der rautenförmige Boden des 4. Ventrikels im Bereich des Hirnstammes ist, im Bereich des Hypoglossusdreieck (Trigonum nervi hypoglossi).  Zum Kerngebiet ziehen Nervenfasern von der motorischen Hirnrinde (der Teil des Gehirns in dem bewusste motorische Bewegungen gesteuert werden) der gegenseitigen (kontralateralen) Gehirnhälfte. Die vom Kerngebiet ausgehenden Nervenfasern verlassen den Hirnstamm zwischen Pyramide und Olive.
Für die Blutversorgung des Nucleus nervi hypoglossi sind die Rami medullares verantwortlich. Dabei handelt es sich um Äste der Arteria spinalis anterior, ein unpaares Gefäß, das aus der linken und rechten Arteria vertebralis hervorgeht.

## Entwicklung
Da sich das Kerngebiet oberflächlich und zentral am Hirnstamm befindet, ist er wie alle anderen somatomotorischen Kerne ein Abkömmling der Grundplatte (Anlage der motorischen Bereiche im Gehirn) der embryonalen Entwicklung.

## Klinische Bezüge
Eine einseitige Schädigung des Nucleus nervi hypoglossi führt ebenso wie die Schädigung des dazugehörigen Hirnnervs zu einer Lähmung von Teilen der Zungenmuskulatur. Die Zunge weicht beim Herausstrecken zur Seite der Schädigung ab (Details dazu siehe den Artikel Nervus hypoglossus). Die Folge der Schädigung des Kerngebiets ist eine verwaschene, undeutliche Sprache (Dysarthrie). Außerdem kann es zu Schluckstörungen kommen. Da beide Kerne relativ nah aneinander liegen, ist eine Schädigung beider Kerne möglich.
Zu Schädigung des Nucleus nervi hypoglossi kann es durch Hirninfarkte infolge von Gefäßverschlüssen kommen. Ein Verschluss der das Kerngebiet versorgenden Rami medullares führt zum so genannten medialen Medulla-oblongata-Syndrom (Déjerine-Syndrom). Auch bei anderen seltenen Hirnstammsyndromen ist eine Beteiligung dieses Kerngebiets typisch, z. B. beim Tapia- und beim Schmidt-Syndrom.